# Cray Inc.
Cray Inc. (NASDAQ: CRAY) è un produttore di supercomputer con sede a Seattle, Washington. La compagnia nacque come Cray Research, Inc. (CRI), e venne fondata nel 1972 dal progettista di supercomputer Seymour Cray. Nel 1976 mise in commercio il supercomputer vettoriale Cray-1. Cray nel 1989 creò la società collegata Cray Computer Corporation (CCC) che fece bancarotta nel 1995. La società madre fu acquisita dalla Silicon Graphics l'anno successivo. La Cray Inc. nacque nel 2000 quando la Tera Computer Company acquisì quello che rimaneva della Cray Research dalla SGI e adottò questa denominazione. Fa parte della Hewlett Packard Enterprise.

## Storia della società

### La Cray Research
Seymour Cray lavorava nel settore dei computer fin dagli anni cinquanta quando entrò a far parte della Engineering Research Associates (ERA) a Saint Paul nel Minnesota. Li contribuì alla realizzazione dell'ERA 1103, il primo calcolatore scientifico di successo. L'ERA divenne parte di UNIVAC e Cray decise di abbandonare la società nel 1960. Qualche anno prima degli impiegati ERA avevano abbandonato la società per fondare la Control Data Corporation (CDC). Cray entrò nella CDC e fondò un laboratorio a Chippewa Falls nel Wisconsin. Nel 1972 Cray abbandono la CDC per fondare una propria società, la Cray Research che aveva i suoi laboratori di ricerca e sviluppo a Chippewa Falls mentre il settore commerciale si trovava a Minneapolis nel Minnesota.
Il Cray-1 fu il maggiore successo della società, era più veloce di qualsiasi altro computer. I primi sistemi vennero venduti per 8,8 milioni di dollari. Seymour Cray lavorò al progetto Cray-2 sebbene quando il sistema fu terminato era solo leggermente più potente del Cray X-MP sviluppato da un altro gruppo di ricerca della società.
Cray abbandonò presto la posizione di CEO della società e divenne un appaltatore indipendente per essa. Cray costruì un laboratorio di ricerca VLSI per il Cray-2 a Boulder in Colorado. Il laboratorio si chiamava Cray Laboratories e venne creato nel 1979. Nel 1982 il laboratorio venne chiuso ma Cray lavorò a un progetto simile creando la società controllata Cray Computer Corporation (CCC) a Colorado Springs nel 1989. Seymour Cray inoltre lavorò al progetto del Cray-3, il primo progetto di computer a far uso massiccio dell'arseniuro di gallio (GaAs) come semiconduttore. Tuttavia il mutato clima politico (il collasso del patto di Varsavia e quindi la fine della guerra fredda) resero la richiesta di supercomputer da parte della difesa statunitense molto scarsa e solo un Cray-3 fu venduto. Gli alti costi di ricerca dei progetti Cray e le scarse vendite portarono la società alla bancarotta nel 1995. Quello che rimaneva della CCC fu utilizzato da Cray per creare la SRC Computer, Inc, l'ultima società creata da Cray prima della sua morte.

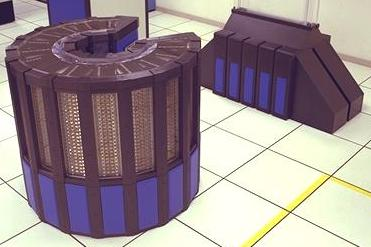
Supercomputer Cray-2

La ricerca alla Cray Research continuò sotto la guida di Steve Chen che proseguì la linea originale della serie X-MP con il Cray Y-MP, il Cray C90 e il Cray T90. Tutti i progetti in sostanza erano dei Cray-1 miniaturizzati e collegati in parallelo. La serie X-MP poteva avere fino a quattro Cray-1 mentre le serie successive arrivarono fino a 32 Cray-1. Data l'incertezza sui tempi del progetto Cray-2 molte società rilasciarono delle macchine compatibili con i programmi scritti per i computer Cray. Scientific Computer Systems (SCS), American Supercomputer, Supertek, e altre rilasciarono macchine compatibili. Queste macchine non volevano competere con i sistemi Cray per le prestazioni ma volevano fornire prestazioni inferiori a una frazione del costo dei sistemi Cray. Le macchine utilizzano tecnologia CMOS che era più lenta ma anche più economica, le macchine utilizzavano il COS operating system (COS) e disponevano del compilatore CFT Fortran.
All'inizio degli anni ottanta il mercato dei computer ad alte prestazioni fu invaso da una serie di sistemi a parallelismo massivo. I primi furono il Thinking Machines della Kendall Square Research, l'nCUBE di MasPar e Meiko Scientific. Inizialmente la Cray Research denigrò l'approccio ritenendo molto difficile parallelizzare i programmi in modo da sfruttare la pletora di processori utilizzati dalle macchine parallele. Infine Cray comprese che l'approccio parallelo era l'unico possibile per incrementare in maniera significativa le prestazioni e avvio un progetto quinquennale volto allo sviluppo di macchine parallele e all'ottenere il predominio del settore. Il progetto portò allo sviluppo dei sistemi Cray T3D e Cray T3E basati su processori DEC Alpha. Ironicamente grazie a questi sistemi Cray rimase l'unico venditore di supercomputer all'inizio del 2000.

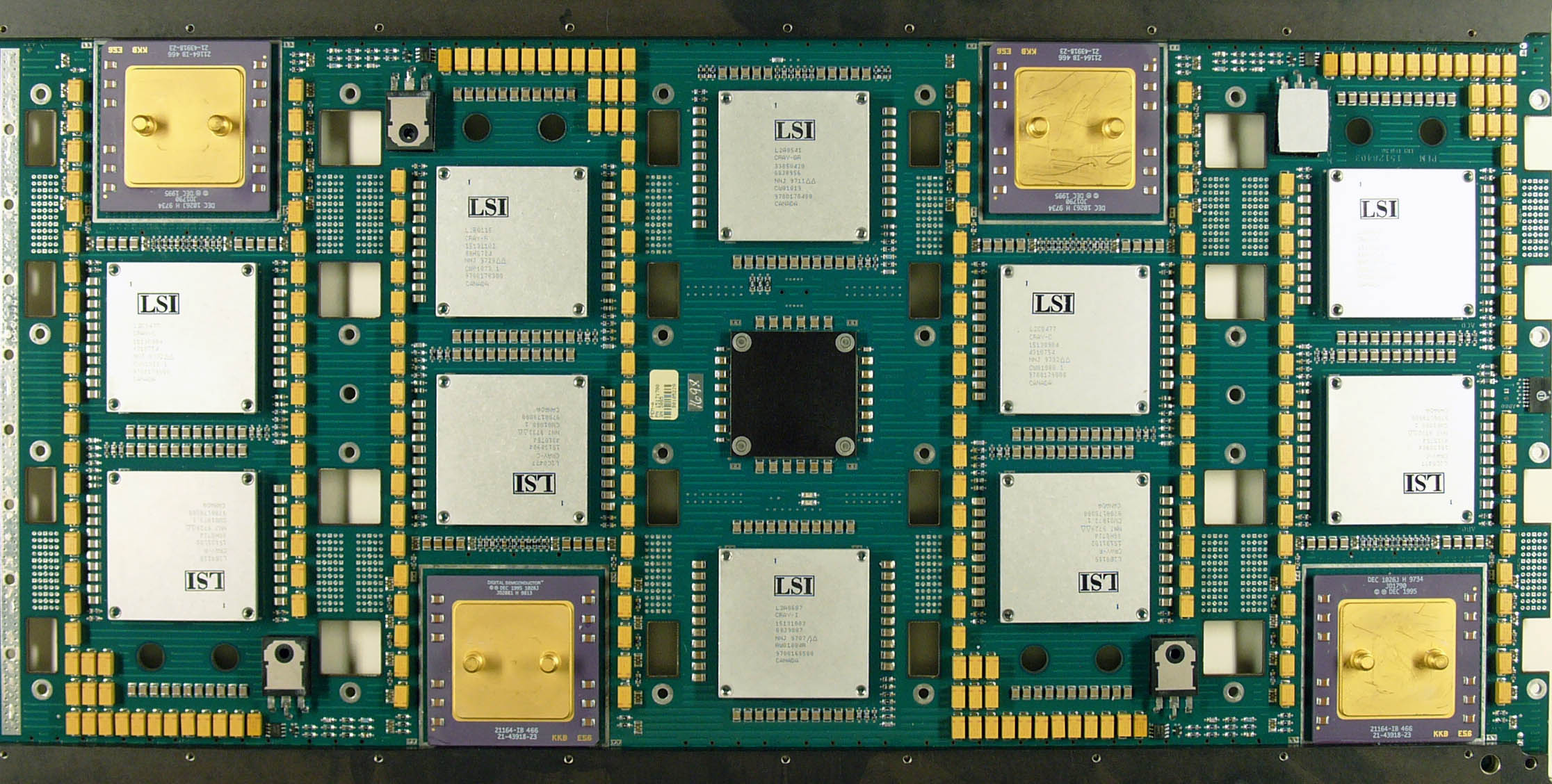
Scheda madre del T3E

Tra la fine degli anni 80 e l'inizio degli anni 90 molte società introdussero piccoli supercomputer conosciuti anche come minisupercomputer che iniziarono a erodere il mercato dei sistemi Cray di fascia bassa. Fu molto popolare la serie Convex Computer e un insieme di macchine parallele prodotte da ditte come la Pyramid Technology e l'Alliant Computer Systems. La compagnia SuperTek, sviluppò la macchina S-1 che era un'implementazione CMOS dell'X-MP basata su raffreddamento ad aria. Cray comprò SuperTek nel 1989 e vendette l'S-1 come Cray XMS sebbene la macchina fu sempre problematica. Nello stesso periodo l'S-2, un clone dell'Y-MP non ancora terminato venne completato da Cray e venduto come Cray Y-MP EL (conosciuto in seguito come serie EL90) che venne venduto alla fine del 1991 in numero ragionevole. La macchina venne venduta a diverse piccole società, spesso veniva utilizzata per analizzare le prospezioni petrolifere. La linea si evolse nel Cray J90 e infine nel Cray SV1 del 1998.
Cray comprò alcune parti della Floating Point Systems, un venditore di server e entrò nel mercato dei file server con il Model 500 basato su processori SPARC. La macchina era del tipo SMP e poteva scalare fino a 64 processori. Il sistema utilizzava una versione modificata del Sun Microsystems Solaris. Cray creò la società Cray Research Superservers, Inc. (in seguito Business Systems Division) per vendere il sistema 500 e i sistemi Cray S-MP in seguito aggiornato con i veloci SuperSPARC e il Cray CS6400. Nonostante le buone prestazioni dei sistema Cray non riuscì mai a vendere molti sistemi forse per la scarsa affinità di questa nicchia di mercato con la classica nicchia Cray.

### Gli anni SGI
Cray Research si fuse con Silicon Graphics (SGI) nel febbraio del 1996. La fusione fu criticata da alcuni osservatori dato che le due società avevano delle sovrapposizioni in alcuni settori produttivi.
SGI immediatamente vendette la divisione Superserver a Sun. Sun terminò il progetto Starfire basato su UltraSPARC e realizzò il prodotto Enterprise 10000 che ebbe un notevole successo nel settore server. Il prodotto è ancora in vendita sebbene adesso sistemi basati su processori Intel siano in grado di sviluppare prestazioni analoghe.
SGI utilizzò molte tecnologie sviluppate da Cray per realizzare le sue workstation grafiche e per trasformare queste workstation in supercomputer. La tecnologia chiave era il bus HIPPI di interconnessione utilizzato nella serie T3.
I piani di SGI a lungo termine prevedevano la fusione dei server di fascia alta con i prodotti Cray tramite due progetti, il progetto SN1 e SN2 (SN indica Scalable Node). La linea SN1 era progettata per sostituire la linea T3E e la linea SGI Origin 2000. In seguito la linea SN1 venne rinominata SN-MIPS o architettura SGI Origin 3000. La linea SN2 inizialmente era progettata per unificare i supercomputer T90 e i server di fascia alta in una singola architettura. La linea SN2 non venne mai realizzata dato che dopo poco SGI vendette Cray e dagli sviluppi di questa linea nacque la linea SN-IA detta anche architettura SGI Altix 3000.
Sotto la gestione SGI Cray rilasciò la linea SV1 nel 1998. La linea SV1 era un cluster SMP di processori vettoriali sviluppati a partire dalla tecnologia J90.
SGi si separò da Cray Research Business nell'agosto 1999 in modo da poter vendere la divisione. Il 2 marzo 2000 la divisione venne venduta alla Tera Computer Company. La Tera Computer Company modificò la propria denominazione in Cray Inc. il 4 aprile 2000, il giorno che la società e SGI formalizzarono l'accordo di vendita.

### Cray Inc.
Dopo l'acquisizione da parte di Tera il sistema Tera MTA venne ripresentato come Cray MTA-2. Il sistema non fu un successo e vennero vendute solo due unità. Cray Inc. acquisì la possibilità di vendere il sistema NEC SX-6 negli Stati Uniti d'America, in Messico e Canada. Il sistema venne venduto come Cray SX-6.
Nel 2002 la Cray Inc. presentò il suo primo nuovo modello, il Cray X1, una combinazione di architettura vettoriale e /MPP. Inizialmente noto come SV2 l'X1 è un progetto nato sotto la gestione SG1 come SV2 e in seguito modificata dalla nuova società. Nel maggio 2004 Cray annunciò di essere uno dei fornitori del dipartimento per l'energia Statunitense per il progetto volto alla realizzazione del più potente computer del pianeta con una potenza di 50 TeraFLOPS nei Oak Ridge National Laboratory. Nel novembre 2004 il Cray X1 misurò 5.9 TeraFLOPS di potenza di calcolo rendendo il sistema il 29º più potente computer del pianeta. Dopo il sistema venne aggiornato con la versione X1E dotata di un numero di processori doppio per ogni scheda e di una frequenza di clock più alta.
Nel 4 ottobre 2004 la compagnia presentò il Cray XD1 una serie di supercomputer di fascia bassa basati su processori a 64 bit AMD Opteron e sul sistema operativo Linux. La linea inizialmente era nota come OctigaBay 12K prima dell'acquisto della società da parte di Cray.
Nel 2004 Cray realizzò anche il Cray Red Storm per i Sandia National Laboratories. Il sistema accoglie in ogni cabinet 96 processori e il sistema è in grado di gestire fino a 300 cabinet e in grado di produrre una potenza teorica di 41.5 TeraFLOPS. Il Cray XT3 è una versione commerciale del progetto Red Storm un progetto simile all'architettura del T3E ma come l'XD1 basato su processori AMD Opteron.

### Problemi finanziari del 2005-2006
Cray Inc. ha archiviato il 16 maggio 2005 un rapporto 8-K che l'avvertiva di non aver rispettato le specifiche OSX 404 sulle informative finanziarie.. Nel 2006 Cray ha ricevuto un altro rapporto 10-K. Cray venne informata dal Nasdaq che se non avesse risolto i problemi le sue azioni sarebbero state tolte dal listino. Comunicazioni successive risolsero il problema.
Il 15 giugno 2005 una class action venne avviata contro Cray colpevole secondo gli accusatori di aver fornito informazioni ingannevoli sugli andamenti finanziari della società spingendo degli azionisti ad acquistare azioni fuorviati da una situazione finanziaria non reale. Il 2 maggio 2006 la corte distrettuale Statunitense ha rigettato la class action.
Ulteriori problemi alla società furono causati dalla perdita del chief financial officer e dal manager finanziario nell'ultimo quarto del 2004 e del responsabile tecnologico nel primo quarto del 2005. Nel primo quarto del 2005 Cray ha assunto un certificatore per attestare la reale situazione finanziaria della società. Il valore delle azioni interne della società passarono dai 3.15 $ del 15 marzo 2005 all'1.38 del 25 marzo 2005 perdendo il 56% del valore.
Nel novembre 2005 Burton Smith, uno dei fondatori della Tera Computer Company e ingegnere capo della Cray, abbandonò la posizione in Cray per accettare un'offerta di lavoro all'interno di Microsoft..
Negli ultimi rendiconti finanziari Cray ha dichiarato,
 modeste perdite e per la fine del 2006 dovrebbe ritornare in attivo.
Nel 2006 Cray ha annunciato da aver iniziato lo sviluppo del sistema Eldorardo che secondo le previsioni dovrebbe venir commercializzato nel 2007 come MTA-3. Il sistema combinerà processori multithread e utilizzerà tecnologie Tera system e i processori SeaStar per l'interconnessione dei processori come il sistema XT3. Tramite il riutilizzo di ASIC, schede madri, cabinet, e programmi sviluppati per la linea ad alti volumi XT3 il sistema MTA pur essendo un sistema specializzato dovrebbe avere un costo ridotto.
Guardando al futuro, Cray annunciò una nuova visione per i prodotti definita 'supercalcolo adattivo'. La prima generazione di questi sistemi utilizzerà reti di comunicazione comuni, ambienti programmabili, sviluppo su cabinet e sottosistemi I/O comuni. La generazione successiva sarà formata da sistemi in grado di combinare diversi elementi di calcolo in un ambiente comune in modo da condividere infrastrutture comuni. Questi sistemi potranno utilizzare processori Opteron, processori vettoriali, processori multithread e FPGA in un unico sistema.

### 2007-2009
Negli ultimi anni la società si è concentrata nello sviluppo di sistemi di calcolo eterogenei, basati su processori specializzati e su processori commerciali. Inizialmente la società strinse un accordo con l'AMD per l'utilizzo dei suoi processori nei supercomputer. Ma nell'aprile 2008 la società strinse un accordo commerciale anche con Intel al fine di poter diversificare la propria offerta.
Nel 2009 la società ha presentato il sistema XT5m. Questo sistema è come i precedenti, basato sui processori commerciali prodotti da AMD.

## Curiosità
- Poiché le macchine Cray erano macchine molto costose venivano vendute in volumi molto ridotti (rispetto ad altre tipologie di computer). Molte strutture che disponevano dei computer Cray affermavano di far parte dell'esclusivo club Cray. Per rafforzare la percezione di appartenenza a questo club il reparto vendita Cray disponeva di cravatte promozionali che riportavano delle miniature delle bandiere degli stati che disponevano di sistemi Cray.
- Sempre riferendosi a questo club si segnala che almeno in un caso (nello specifico quando Cray vendette un Cray X-MP all'SINTEF/NTH in Norvegia) Cray vendette il sistema con una piccola bandiera nazionale montata sul computer (nel caso specifico: ) tramite un piccolo pennone montato sull'unità principale.
- I dipendenti Cray spesso venivano chiamati Crayons (nome di diffuse matite colorate statunitensi).
- Spesso gli imballi che contenevano nuovi calcolatori Cray spediti ai clienti americani contenevano anche una cassa di birre Leinenkugel[13] (la fabbrica di birra di Chippewa Falls).
- Negli anni 70 e 80 IBM e Cray combattevano per lo sviluppo del più potente computer del pianeta. Cray vinceva sempre, quando un computer Cray veniva superato era perché la Cray Research aveva sviluppato un nuovo supercomputer.
- Nel 1986 Apple Computer acquistò un Cray X-MP per lo sviluppo del nuovo Apple Macintosh. Seymour Cray, saputa la notizia replicò: "Questo è molto interessante, dato che io uso un Apple Macintosh per progettare il Cray-2". Inoltre quando la macchina fu consegnata venne organizzata una festa dove furono servite astici ("Crayfish" in lingua inglese).
- Il Cray T3D MC aveva montato nel cabinet un Apple PowerBook che veniva utilizzato unicamente per mostrare il logo animato a colori della Cray Research e del sistema T3D nel display LCD.
- I Cray twins (gemelli cray) è un soprannome affibbiato alle due macchine Cray T3E utilizzate dall'ufficio meteorologico di Bracknell. Il soprannome deriva da due capi del crimine organizzato Kray Twins.
- Nel libro Jurassic Park viene notato come Hammond abbia acquistato tre Cray X-MP e li abbia quindi trasferiti ad Isla Nublar, motivo di preoccupazione per l'EPA, il cui rappresentante viene visto chiedere informazioni in merito a tale questione ad Alan Grant, nella parte introduttiva del romanzo.

## Lista di computer
Cray Research (1972–2000; parte di SGI 1996–2000)
- Processori vettoriali:
  - Cray-1
  - Cray X-MP
  - Cray-2
  - Cray Y-MP
  - Cray C90
  - Cray T90
- Sistemi di fascia bassa:
  - Cray XMS
  - Cray Y-MP EL
  - Cray EL90
  - Cray J90
    - MARQUISE

  - Cray SV1
- Sistemi MPP:
  - Cray T3D
  - Cray T3E
- Superserver/Sistemi business:
  - Cray S-MP
  - Cray APP
  - Cray CS6400

Cray Computer Corp. (1989–1995)
- Cray-3
- Cray-4

Cray Inc. (2000–presente; risultato dall'unione di Tera Computers e Cray Research)
- Cray SX-6
- Cray MTA-2
- Cray Red Storm
- Cray X1
- Cray X1E
- Cray XT3
- Cray XD1